# Островитяне (литературное содружество)
«Островитяне» — петроградское литературное содружество, основанное четырьмя слушатешями студии Н. С. Гумилёва и действовавшее с 1921 по 1922 год.

## История
Литературное общество было создано в июле 1921 года петроградскими поэтами К. К. Вагиновым, Н. С. Тихоновым, С. А. Колбасьевым и П. Н. Волковым. Все они были слушателями студии Н. С. Гумилёва, тем или иным образом повлиявшего на каждого из них (менее всего на Вагинова). Помимо деятельности в своей группе поэты сотрудничали и с другими литературными кружками; тот же Вагинов, например, входил в состав «Цеха поэтов», «Звучащей раковины», Всероссийского союза поэтов и Кольца поэтов имени Фофанова.
Поэты изложили в письме к И. Г. Эренбургу свой манифест, опубликованный им, согласно воспоминаниям Тихонова, в Праге, но факт этой публикации не подтверждён.
Общество устраивало встречи на квартирах для чтения и обсуждения новых стихов, организовывало публичные чтения. Клубом эти собрания документально не фиксировались.
В 1922 году, когда Тихонов с Колбасьевым подали заявку о включении их в состав «Серапионовых братьев», поэтический союз распался.

## Издательская деятельность
Первое издание кружка — машинописный сборник со стихами каждого из четырёх членов группы, который был выпущен ещё до создания собственного издательства, организованного позже под именем «Островитяне» Колбасьевым и работавшего лишь в 1922 году. Из всех книг, планировавшихся издательством к печати, вышло только три (наиболее успешной при этом стала «Орда» Тихонова). Вместе с четвёркой литераторов в изданиях «Островитян» печатались также Ф. М. Наппельбаум и В. И. Лурье.